# Siche
Siche (em russo:  Сечь, em ucraniano:  Сiч), literalmente "clareira na floresta", "acampamento", foram vários centros administrativos e militares dos Cossacos da Zaporojia.

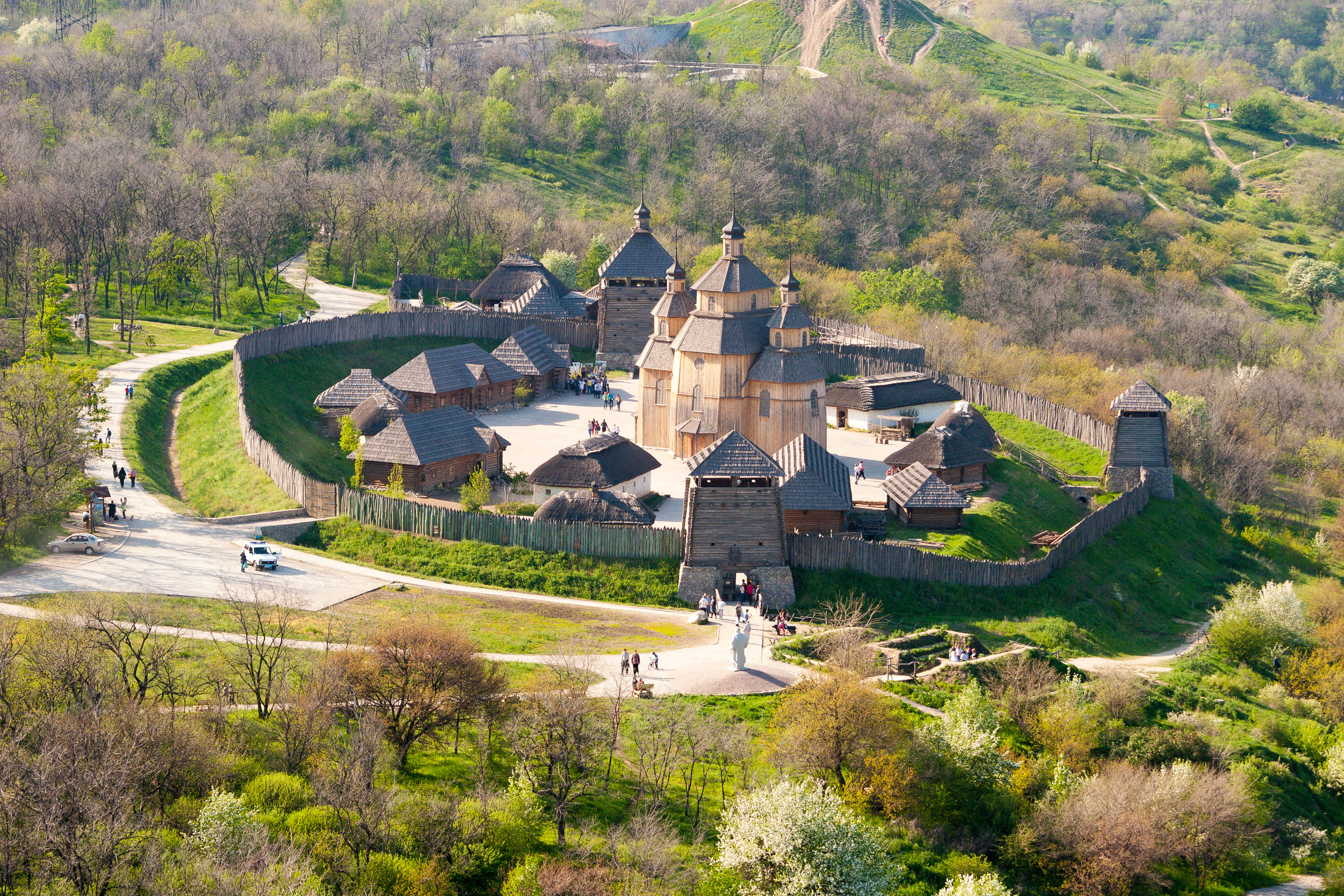
Fortaleza cossaca (siche), reconstrução moderna.

## Etimologia
A palavra siche deriva do verbo ucraniano сікти (siktý, "cortar"), com a implicação de desmatar uma floresta para um acampamento ou de construir uma fortificação com as árvores que foram cortadas.

## História
O Siche Zaporojiano foi a capital fortificada dos cossacos zaporojianos, localizada no rio Dnieper, nos séculos XVI a XVIII na área do que é hoje a Ucrânia. O mais alto órgão do governo na Hoste Zaporojiana, ou Hoste dos Cossacos Zaporojianos, era a Rada. 

Territórios controlados pelos cossacos no séc. XVIII (os cossacos do Hetmanato estão marcados em azul e os cossacos de Zaporíjia estão marcados em amarelo)

O Siche do Danúbio foi o assentamento fortificado dos cossacos zaporojianos que mais tarde se estabeleceram no delta do Danúbio.